# Championnat de Pologne de football de deuxième division 2017-2018
Navigation
I liga 2016-2017 I liga 2018-2019
La saison 2017-2018 du championnat de Pologne de football de deuxième division est la 70e saison de l'histoire de la compétition et la 10e sous l'appellation « I liga ». Ce championnat oppose dix-huit clubs polonais en une série de trente-quatre rencontres, disputées selon le système aller-retour où les différentes équipes s'affrontent une fois par phase, et où les deux premiers gagnent le droit d'accéder à la première division l'année suivante.

## Compétition

### Classement
| Rang | Équipe                     | Pts  | J  | G  | N  | P  | Bp | Bc | Diff |
| ---- | -------------------------- | ---- | -- | -- | -- | -- | -- | -- | ---- |
| 1    | Miedź Legnica              | 63   | 34 | 17 | 12 | 5  | 53 | 27 | +26  |
| 2    | Zagłębie Sosnowiec         | 58   | 34 | 17 | 7  | 10 | 46 | 32 | +14  |
| 3    | Chojniczanka Chojnice      | 56   | 34 | 16 | 8  | 10 | 48 | 33 | +15  |
| 4    | GKS Tychy                  | 55   | 34 | 16 | 7  | 11 | 41 | 40 | +1   |
| 5    | GKS Katowice               | 54   | 34 | 16 | 6  | 12 | 44 | 34 | +10  |
| 6    | Wigry Suwałki              | 52   | 34 | 15 | 7  | 12 | 40 | 37 | +3   |
| 7    | Raków Częstochowa P        | 51   | 34 | 14 | 9  | 11 | 50 | 40 | +10  |
| 8    | Stal Mielec                | 51   | 34 | 14 | 9  | 11 | 51 | 46 | +5   |
| 9    | Podbeskidzie Bielsko-Biała | 46   | 34 | 11 | 13 | 10 | 37 | 37 | 0    |
| 10   | Chrobry Głogów             | 46   | 34 | 12 | 10 | 10 | 46 | 47 | -1   |
| 11   | Odra Opole P               | 45   | 34 | 12 | 9  | 13 | 37 | 43 | -6   |
| 12   | Puszcza Niepołomice P      | 44   | 34 | 11 | 11 | 12 | 38 | 38 | 0    |
| 13   | Bytovia Bytów              | 40   | 34 | 10 | 10 | 14 | 36 | 45 | -9   |
| 14   | Stomil Olsztyn             | 39-1 | 34 | 12 | 4  | 18 | 39 | 50 | -11  |
| 15   | Pogoń Siedlce              | 38   | 34 | 9  | 11 | 14 | 42 | 50 | -8   |
| 16   | Górnik Łęczna R            | 35   | 34 | 8  | 11 | 15 | 29 | 42 | -13  |
| 17   | Olimpia Grudziądz          | 31   | 34 | 7  | 10 | 17 | 24 | 37 | -13  |
| 18   | Ruch Chorzów R             | 27-6 | 34 | 9  | 6  | 19 | 35 | 58 | -23  |

| Légende : Promotions et relégations | Légende : Promotions et relégations                              |
| ----------------------------------- | ---------------------------------------------------------------- |
|                                     | Promotion en Ekstraklasa : 1er et 2e                             |
|                                     | Barrage de relégation : 15e                                      |
|                                     | Relégation en II liga : 16e, 17e et 18e                          |
|                                     | R : Relégué de première division P : Promu de troisième division |

### Matches de barrage
Ces deux matches, disputés selon le système aller-retour, opposeront le 15e du championnat au 4e de troisième division. Pogoń Siedlce perd contre Garbarnia Cracovie sur un score cumulé de 2 à 3 (1-1, 1-2), Garbarnia Cracovie est promu en deuxième division.